# Жебравский, Теофил
Тео́фил Жебра́вский (пол. Teofil Żebrawski; 5 апреля 1800, Войнич — 5 февраля 1887, Краков) — польский математик, архитектор, биолог, картограф, геодезист, археолог и библиограф. Считается основателем современной польской математической литературы.

## Биография
Теофил Жебраский родился 5 апреля 1800 года в городе Войнич (ныне Тарнувский повят Малопольского воеводства). После получения среднего образования в 1818 году он стал изучать философию, природоведение, математику и астрономию в Ягеллонском университете. Позднее он поступил в Горную школу в Кельцах, где изучал строительство, картографию и организацию горнодобывающей промышленности. В 1832 году Теофил Жебровский получил научную степень доктора философии и гуманитарных наук в Ягеллонском университете.
С 1832 года по 1834 год Теофил Жебраский занимался преподавательской деятельностью, позднее работал на кафедре натуральной истории и ботаники Ягеллонского университета. С 1837 года по 1853 год он был государственным инспектором водных и земельных коммуникаций в Кракове.

## Научная деятельность
Деятельность Теофила Жебравского касалась разнообразных научных областей. Он писал работы по строительству автомобильных и железнодорожных дорого, мостов, картографии, энтомологии и топографии.
В 1873 году Теофил Жебраский издал «Bibliografija piśmiennictwa polskiego z działu matematyki i fizyki oraz ich zastósowań» («Библиография польской литературы в области математики и физике и их приложений»). Также он разработал словарь польских, немецких и французских архитектурных, строительных и материаловедческих терминов. Теофил Жебравский работал над составлением топографических карт и изучал видовое изменение бабочек в окрестностях Кракова.
С 1825 года по 1831 год Теофил Жебраский триангуляцию земель возле городов Варшава, Добжинь-над-Вислой, Сандомежа, окрестностей Свентокшиских гор и виленской губернии. Часть этих триангуляций была использована при разработке карты Царства Польского, которая была издана в 1839 году.
В 1830 году принял участие в Польском восстании в звании поручика инженерных войск в корпусе генерала Юзефа Дверницкого.
В 1833 году Теофил Жебраский издал карту Вольного города Кракова, в 1834 году — самого города Кракова и карты курортов Галиции и Буковины.
В 30-х годах XIX века Теофил Жебраский спроектировал и построил дорогу по всей территории Вольного города Кракова с двумя мостами через реки Кжешувка и Длубня.
Теофил Жебраский провёл ремонт Доминиканской церкви, алтаря в Мариацком костёле и королевской часовни на Вавеле в Кракове.
В 1866 году он стал членом Краковского научного общества и в 1872 году — членом Академии знаний.